# Natalia López

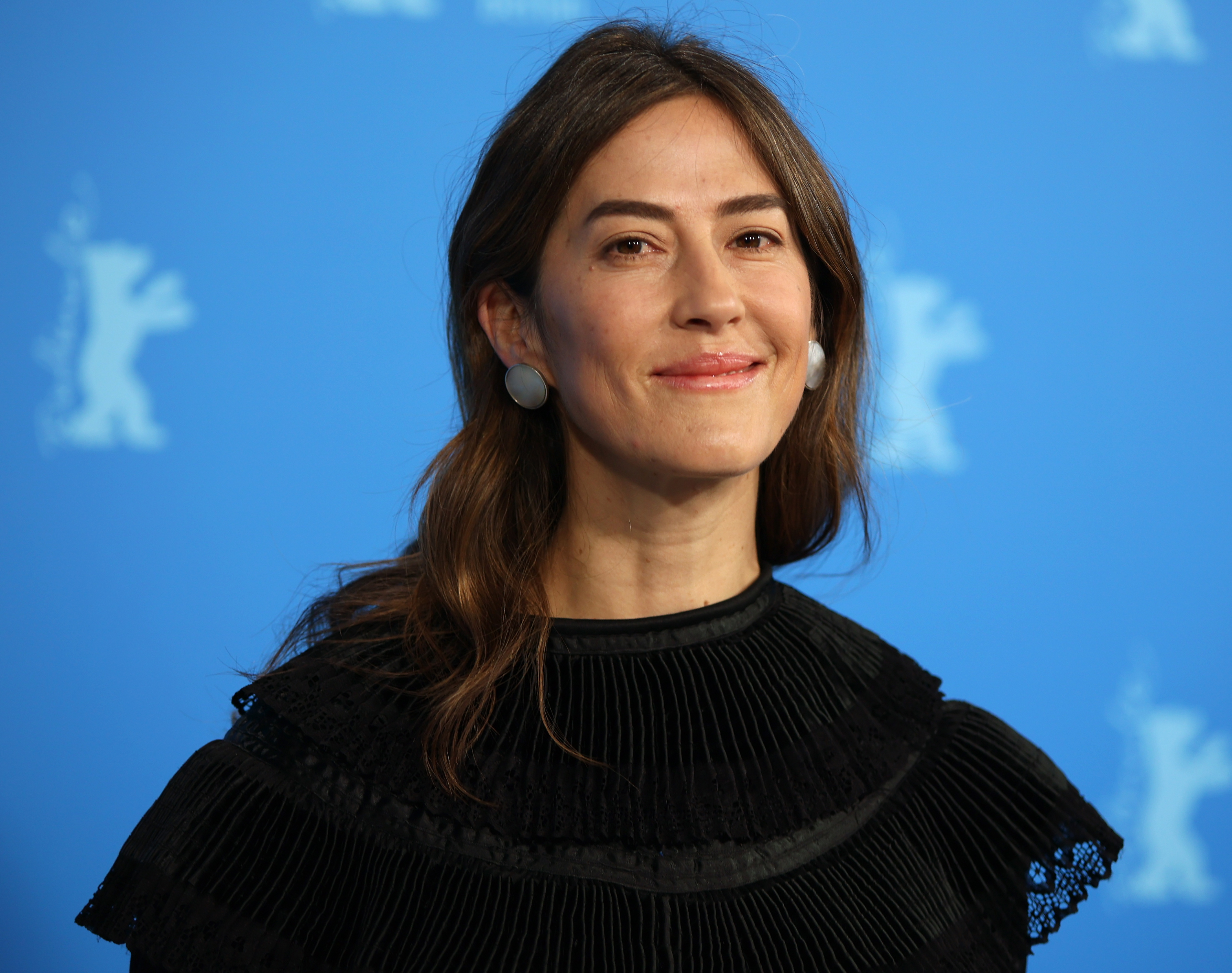
Natalia López auf der Berlinale 2022

Natalia López Gallardo (* 1980 in La Paz) ist eine mexikanisch-bolivianische Filmeditorin, Filmregisseurin, Drehbuchautorin und Schauspielerin.

## Leben und Werk
Nach einem Filmstudium in Mexiko begann Natalia López ab Mitte der 2000er-Jahre als Filmeditorin in Erscheinung zu treten. Ihre erste Arbeit war der Schnitt an dem preisgekrönten argentinischen Dokumentarfilm La palomilla salvaje von Gustavo Gamou (2006). Im selben Jahr gab sie ihr Debüt als Filmregisseurin und Drehbuchautorin mit dem 20-minütigen Kurzfilm En el cielo como en la tierra (internationaler Titel: In Heaven like in Earth). Das Werk um zwei von ihren Müttern verlassene Jugendliche, die zueinander finden, brachte López Preise in Mexiko sowie Einladungen zu internationalen Filmfestivals ein. Im Jahr 2007 wurde En el cielo como en la tierra unter anderem in der Nebensektion Semaine de la critique des 60. Filmfestivals von Cannes gezeigt.
Nach der ersten Erfahrung als Filmemacherin konzentrierte sich López auf ihre Karriere als Filmeditorin. So schnitt sie die preisgekrönten Spielfilme Stellet Licht (2007) und Post tenebras lux (2012) des mexikanischen Regisseurs Carlos Reygadas, den sie auch ehelichte. Zu ihren weiteren Arbeiten im lateinamerikanischen Kino gehören der Dokumentarfilm Havanyork von Luciano Larobina und die preisgekrönten Spielfilme Heli (2013) von Amat Escalante und Jauja von Lisandro Alonso (2014). Für ihre Leistung an Stellet Licht und Heli wurde López jeweils für den mexikanischen Filmpreis Premio Ariel nominiert.
Unter Ehemann Reygadas gab López in dem Spielfilm Unsere Zeit (2018) ihr Debüt als Schauspielerin. Darin war sie als Ehefrau eines mexikanischen Stierzüchters (dargestellt von Reygadas) zu sehen, die sich nach Eigenständigkeit und Selbstbestimmung sehnt und eine Affäre mit einem US-Amerikaner eingeht.
Im Jahr 2022 stellte López mit Robe of Gems ihr Langfilmdebüt als Regisseurin, Drehbuchautorin und Filmproduzentin fertig. Das Spielfilmdrama stellt drei Frauen in den Mittelpunkt (dargestellt von Nailea Norvind, Antonia Olivares und Aida Roa), die direkt oder indirekt mit dem lokalen Drogenhandel in Konflikt geraten. Robe of Gems erhielt im Jahr seiner Veröffentlichung eine Einladung in den Wettbewerb der 72. Internationalen Filmfestspiele Berlin, wo die Wettbewerbsjury um M. Night Shyamalan López den Silbernen Bären – Preis der Jury zuerkannte.
Aus der Ehe mit Carlos Reygadas gingen die beiden gemeinsamen Kinder Rut und Eleazar hervor. Beide übernahmen Schauspielrollen in den Filmen ihres Vaters (Post tenebras lux und Unsere Zeit). Daneben leitet sie das Postproduktionsstudio Splendor Omnia in der Nähe von Mexiko-Stadt.

## Filmografie
Filmeditorin
- 2006: La palomilla salvaje (Dokumentarfilm)
- 2006: En el cielo como en la tierra (Kurzfilm)
- 2007: Es muy fácil (Kurzfilm)
- 2007: Stellet Licht
- 2009: Havanyork (Dokumentarfilm)
- 2012: Post tenebras lux
- 2013: Heli
- 2014: Jauja
- 2016: Las tinieblas
- 2022: Robe of Gems

Regie und Drehbuch
- 2006: En el cielo como en la tierra (Kurzfilm)
- 2022: Robe of Gems (auch Produktion)

Schauspielerin
- 2018: Unsere Zeit (Nuestro Tiempo)

## Auszeichnungen (Auswahl)

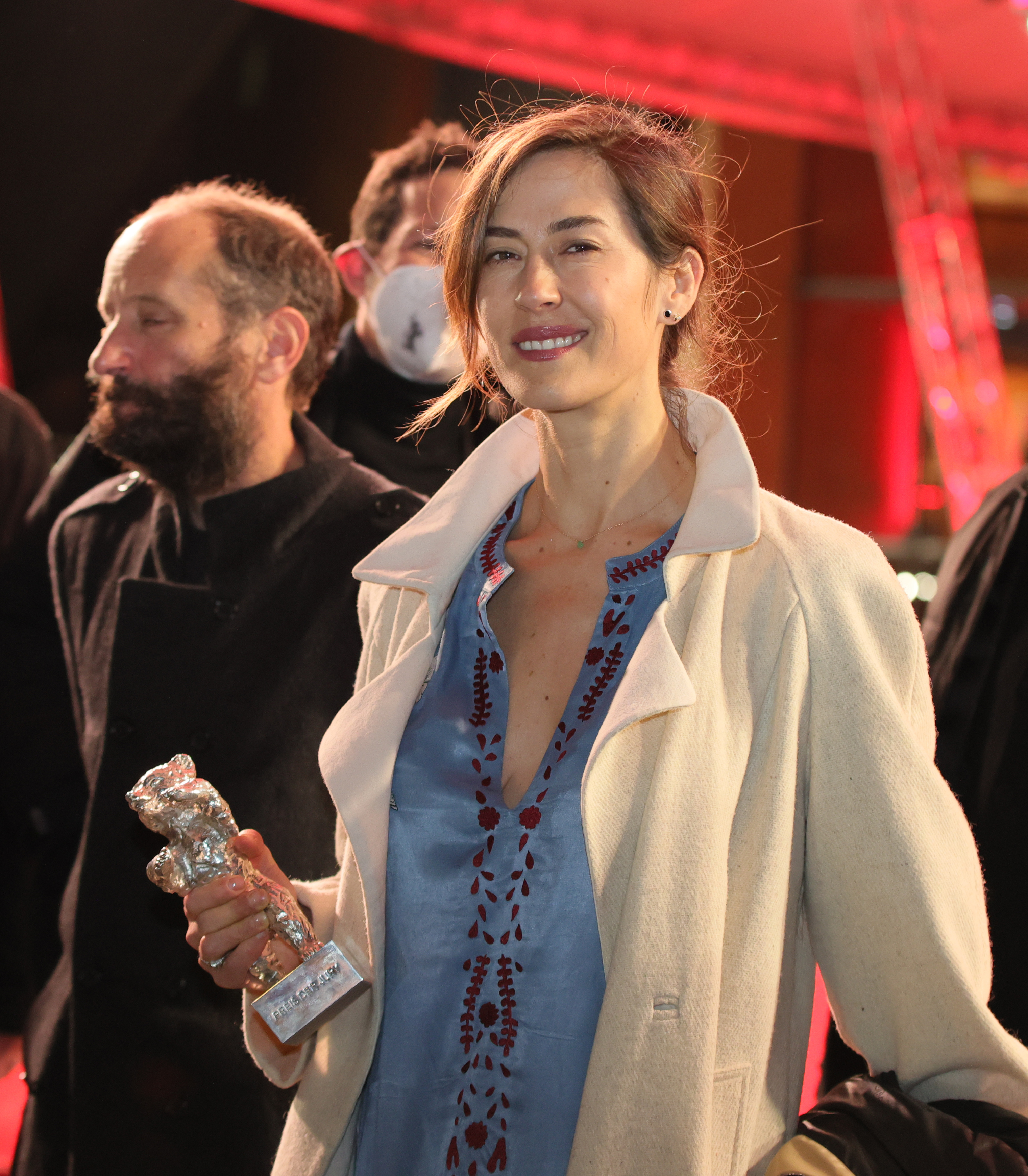
López mit dem gewonnenen Silbernen Bären für Robe of Gems (2022)

- 2006: 3. Platz beim Internationalen Studentenfilmfestival Fresh Film Fest (En el cielo como en la tierra)[3]
- 2006: Bester Video-Kurzfilm beim mexikanischen Kurzfilmfestival (En el cielo como en la tierra)[3]
- 2006: Bester Experimental-Kurzfilm beim Festival Internacional De Cine De Morelia (En el cielo como en la tierra)[3]
- 2008: Nominierung für den Premio Ariel für den besten Schnitt (Stellet Licht)[7]
- 2014: Nominierung für den Premio Ariel für den besten Schnitt (Heli)[7]
- 2014: Nominierung für den Premio Fénix für den besten Schnitt (jeweils für Heli und Jauja)[7]
- 2022: Silberner Bär – Preis der Jury der 72. Berlinale (Robe of Gems)